# 다운타운 열혈행진곡: 가자 대운동회
《다운타운 열혈행진곡: 가자 대운동회》(ダウンタウン熱血行進曲 それゆけ大運動会)는 테크노스 저팬이 제작한 1990년 스포츠 게임이다. 《쿠니오군》 시리즈의 주무대 열혈 고등학교를 비롯한 4개의 팀이 운동회에서 경쟁해 승리를 쟁취하는 것이 주 목표이다.
패밀리 컴퓨터로 1990년 10월 12일 일본에서 처음 출시됐다. 1992년에는 추가 엔딩이 있는 게임보이 이식판과 음성이 담긴 PC 엔진 CD 이식판이 발매됐으며, 게임보이 판은 《다운타운 열혈행진곡: 어디서나 대운동회》라는 제목으로 발매됐다. 2007년에는 일본 휴대 전화 기종으로 분량이 추가된 리메이크 《다운타운 열혈행진곡 DX》가 발매됐다.
패밀리 컴퓨터판의 경우 버추얼 콘솔을 통해 Wii, Wii U 및 닌텐도 3DS로 재발매됐으며, 게임보이판도 같은 서비스를 통해 3DS로 출시됐다. 대한민국에선 윈디소프트가 2008년 Wii 버추얼 콘솔에 출시했다.
1993년에 이야기가 이어지는 후속작 《깜짝 열혈신기록! 아득한 금메달》가 출시됐다. 2010년에는 아크 시스템 웍스가 닌텐도 DS로 개발한 리메이크 《쿠니오군의 초열혈! 대운동회》, 2015년에는 같은 회사가 개발한 또다른 리메이크 《다운타운 열혈행진곡: 가자 대운동회 ~올스타 스페셜~》이 플레이스테이션 3와 마이크로소프트 윈도우로 발매됐다.

## 같이 보기
- 《깜짝 열혈신기록! 아득한 금메달》: 후속작
- 《쿠니오군의 초열혈! 대운동회》: 2010년 리메이크
- 《다운타운 열혈행진곡: 가자 대운동회 ~올스타 스페셜~》: 2015년 리메이크

## 참조
1. ↑  한국 Wii 버추얼 콘솔 발매시 제목은 《열혈고교 으라차차 대운동회》.
2. ↑  일본어: ダウンタウン熱血行進曲 どこでも大運動会
3. ↑  일본어: ダウンタウン熱血行進曲DX